# Brodersdorf
Brodersdorf er en by og en kommune i det nordlige Tyskland, beliggende i Amt Probstei i den nordlige del af Kreis Plön. Kreis Plön ligger i den østlige/centrale del af delstaten Slesvig-Holsten.

## Geografi
Brodersdorf er beliggende omkring 12 km nordøst for Kiel og omkring 2 km sydøst for Laboe der ligger ved Kielerfjordens udmunding i Østersøen. Brodersdorf ligger ved Bundesstraße 502 der fører fra Kiel over Schönberg til Lütjenburg.